# Hou Hsiao-Hsien
Hou Hsiao-Hsien (província de Guangdong, República Popular da China, 8 de abril de 1947) é um cineasta de Taiwan.

## Biografia
Em 17 de maio de 1947, poucos meses após o nascimento de Hou Hsiao, o seu pai decide ir morar em Hsinchu, norte da ilha de Taiwan. E um ano mais tarde, o pai de Hou Hsiao traz sua mulher e três filhos. Estudou cinema na National Taiwan Arts Academy.
Em 1972, Hou Hsiao-hsien é diplomado pela Academia Nacional de Artes, seção de Teatro e cinema, depois torna-se assistente de cenário na CMPC (Central Motion Picture Corporation, órgão cinematográfico do partido único Guomindang que controla o cinema taiwanês). 
A biografia de Hou Hsiao-hsien está entrelaçada ao movimento da Nouvelle Vague taiwanesa  (o movimento nasce no seio de intelectuais progressistas que se baseiam numa literatura tradicional que exalta a especificidade cultural taiwanesa).
Em 15 de setembro de 1989, o cineasta taiwanês Hou Hsiao-hsien recebe o Leão de Ouro no Festival de Veneza pelo seu décimo filme, La cité des doulers. O prêmio consagra o pensamento e realização de um diretor que une a história da China continental e Taiwan.